# Saint-Léger (Saboia)
Saint-Léger é uma comuna francesa na região administrativa de Auvérnia-Ródano-Alpes, no departamento de Saboia. Estende-se por uma área de 11,06 km². Em 2010 a comuna tinha 234 habitantes (densidade: 21,2 hab./km²).